# Mykola Riabtchouk
Mykola Riabtchouk, est un politologue et essayiste ukrainien né à Loutsk, en Ukraine occidentale, en 1953. Il fait ses études supérieures de sciences à l'Université nationale polytechnique de Lviv (1977) et à l'Institut de littérature Maxime-Gorki à Moscou (1988). Il connaît bien les États-Unis, où il a séjourné comme chercheur et enseignant pendant environ trois ans. Il est aujourd'hui directeur de la revue Krytyka. Il a publié de nombreux livres et articles sur les problèmes de l'identité nationale, de la formation de la société civile, de la création d'un État-nation.

## Publications en français
- Traduit de l'ukrainien par Iryna Dmytrychyn et Iaroslav Lebedynsky, préface Alain Besançon, De la "Petite-Russie" à l'Ukraine, Paris, L'Harmattan, 2003.

## Articles en français
- Le défi impérial et la réponse nationaliste: rivalité de deux mythologies Ukraine, renaissance d’un mythe national, 2000.
- Au-delà de la clôture du jardin de Metternich Traduit par Alfred Rochniak, 1997.

## Articles en anglais
- They Will Not Sing 10.02.2011
- Selective Justice 15.01.2011
- On “Stability” and “Reforms” 14.12.2010
- Flawed by Design: the Local Elections in Ukraine 08.11.2010
- Playing with Rules 13.10.2010
- Re-KGBization 23.09.2010
- On the Importance of Being Candid 14.08.2010
- Yanukovych’s Gleichschaltung and Ukraine’s Future 07.07.2010
- Metaphors of betrayal 26.03.2010
- What's left of Orange Ukraine? 04.03.2010
- Another quarrel in the post-Soviet komunalka 23.01.2009
- How I became a Czech and a Slovak 08.10.2008
- Bad peace vs. good war 01.06.2007
- Farewell to the cargo cult 04.05.2007
- Is the West serious about the "last European dictatorship"? 07.02.2007
- Ukraine: the not-so-unexpected nation 04.04.2005
- ‘A Salieri but not a Mozart’ 01.03.2005
- Ukraine: One State, Two Countries? 14.07.2003
- Ukrainian media and society: still "not so free" 23.11.2001